# Geotecnica
La geotecnica è la disciplina che si occupa di studiare la meccanica delle terre e delle rocce e la sua applicazione alla scala delle opere di ingegneria nonché a studi di carattere territoriale. La geotecnica è materia di competenza concorrente tra ingegneri civili e ambientali, dottori agronomi e dottori forestali, geologi.

## Caratteristiche del terreno
Convenzionalmente, in geotecnica, il terreno viene suddiviso in classi granulometriche, definite in base al diametro delle particelle solide che lo compongono. Queste classi sono:
- blocchi (diametro d > 200 mm, frazione costituita da blocchi);
- ghiaia (2 ≤ d ≤ 200 mm, frazione ghiaiosa);
- sabbia (0,06 ≤ d ≤ 2 mm, frazione sabbiosa);
- limo (0,002 ≤ d ≤ 0,06 mm, frazione limosa);
- argilla (d ≤ 0,002 mm, frazione argillosa).

La composizione granulometrica dei terreni influenza il comportamento meccanico e idraulico ed è determinata con la pratica del setacciamento (mediante vagli o stacci) o della sedimentazione (per la frazione fine) di campioni prelevati in sito.
Le caratteristiche particolari di un terreno derivano dal fatto che:
- è un mezzo poroso multifase, perché costituito da una parte solida (scheletro solido) e una o più parti fluide (acqua, aria o gas diversi);
- ha un comportamento meccanico non lineare, irreversibile e anolonomo anche per piccole deformazioni;
- ha scarsa resistenza a trazione, che in genere viene considerata nulla.

## Attrezzature e prove
Allo scopo di determinare le caratteristiche di un terreno, di natura meccanica (resistenza e rigidezza) o idraulica (permeabilità), sono disponibili varie attrezzature di laboratorio:
- vagli o setacci, per determinare la curva granulometrica;
- densimetro;
- cucchiaio di Casagrande;
- edometro;
- apparecchio triassiale;
- scatola di taglio;
- taglio anulare;
- cilindro cavo;
- permeametro;
- taglio torsionale ciclico;
- colonna risonante.

Vengono pure frequentemente utilizzate prove di caratterizzazione in sito che suppliscono l'impossibilità o la difficoltà di prelevare campioni in materiali che non presentano una coesione (vera o apparente):
- Prova penetrometrica standard (SPT);
- Prova penetrometrica statica (CPT);
- Prova dilatometrica (DMT);
- Prova pressiometrica (PMT);
- Prova scissometrica (FVT);
- Prove geofisiche.

In generale è buona norma considerare i due tipi di prove (in laboratorio e in sito) complementari e non alternative, in modo da supplire alle carenze dell'uno con le capacità dell'altro.
Tali indagini e prove, secondo il DM del 14/01/2008 del Ministero delle Infrastrutture e dei Trasporti (punto 6.2.2), devono essere eseguite e certificate dai laboratori di cui all'art. 59 del DPR 6.6.2001, n. 380. Questa norma è stata però abrogata con sentenza del TAR del Lazio pubblicata nel febbraio 2008 (quindi DOPO la pubblicazione del DM del 14-1-2008); al momento la Concessione (di fatto illegale secondo il TAR del Lazio) è stata tramutata in AUTORIZZAZIONE (con le Circolari del CLSP emesse in settembre 2010); al momento (27-4-11) non sono ancora state emesse Autorizzazioni.

### Prove geotecniche di laboratorio
La disciplina geotecnica permette di studiare i differenti tipi di terreni attraverso la definizione di una serie di indici, parametri e caratteri fisici ricavabili da prove in sito o da prove di laboratorio. Le indagini in sito permettono la raccolta di informazioni sul terreno nella sua condizione reale; mentre i test di laboratorio consentono di definire compiutamente la natura e le caratteristiche di resistenza, di compressibilità e di permeabilità dei terreni, ricostruendo in laboratorio, mediante tecnologie più o meno sofisticate, le condizioni fisiche e lo stato tensionale originario esistente in sito. Le prove di laboratorio vengono distinte in tre categorie fondamentali a seconda delle caratteristiche fisiche che si vogliono determinare. Si possono pertanto distinguere prove di identificazione (peso di volume, contenuto in acqua, densità, limiti di Atterberg, granulometria, equivalente in sabbia, classificazione), prove di permeabilità a carico variabile o costante e prove di resistenza meccanica per determinare le proprietà fisico-meccaniche dei terreni (prove di taglio, torsione, consolidazione edometrica, compattazione, compressione). 
Le prove geotecniche di laboratorio vengono condotte su campioni di terreno prelevati in sito, attraverso l'utilizzo di idonee attrezzature il cui corretto impiego, dipendente dalla capacità e dall'esperienza degli operatori, determina la classe di qualità più o meno elevata del campione ottenuto. Le Raccomandazioni sulla programmazione ed esecuzione delle indagini geotecniche (Associazione Geotecnica Italiana – A.G.I. 1977) individuano 5 classi di qualità: le classi 01, 02 e 03 comprendono campioni di tipo rimaneggiato, la classe 04 campioni con disturbo limitato (semidisturbati), la classe 05 campioni indisturbati. Per la determinazione delle proprietà fisiche e meccaniche dei terreni devono essere utilizzati campioni che conservino la struttura, il contenuto d'acqua e i caratteri fisici propri dei sedimenti nella loro condizione sedimentologica naturale (campioni indisturbati). Con il termine indisturbato pertanto si indica un campione di terreno nel quale siano risultate minime, durante le fasi di prelievo, le alterazioni della struttura, tessitura, contenuto d'acqua e dei costituenti chimici originari.
In base al grado di disturbo che i campioni presentano, ovvero in base alla quantità di informazioni geotecniche che da essi si possono ricavare, i campioni sono classificati come segue:
- Disturbati o rimaneggiati
  - Profilo stratigrafico: Q2, Q3, Q4, Q5
  - Composizione granulometrica: Q2, Q3, Q4, Q5
  - Contenuto d'acqua naturale: Q3, Q4, Q5

- A disturbo limitato
  - Peso dell'unità di volume: Q4, Q5

- Indisturbati
  - Caratteristiche meccaniche: Q5

### Prove geotecniche in sito
Come detto l'impossibilità di prelevare campioni indisturbati di terreni incoerenti (sabbie e ghiaie) rende opportuna la caratterizzazione delle terre mediante prove eseguite in sito. Tali prove consentono di ricavare le proprietà meccaniche e idrauliche su volumi maggiori di terreno di quelli associati ai campioni di laboratorio e quindi sono spesso più significative in quanto tengono conto di dettagli e caratteri strutturali che influenzano il comportamento alla scala dell'opera di ingegneria e che non possono essere presenti in un campione di laboratorio. Ad esempio, la stima delle permeabilità in sito è spesso maggiormente significativa di quella in laboratorio perché tale proprietà è condizionata da dettagli stratigrafici (es. livelli di sabbia in un'argilla) che non possono essere inclusi in un provino di terra per le prove di laboratorio. 
Inoltre la stima della rigidezza è particolarmente sensibile al disturbo del terreno che inevitabilmente caratterizza ogni campione di terra mentre questo problema non è ovviamente presente allorché si sottopone a prova il terreno nella sua sede naturale (in sito). Per contro la stima dei parametri geotecnici mediante prove in sito è spesso basata su correlazioni empiriche che rendono particolarmente incerta la valutazione. È bene ricordare che ogni prova in sito ha un suo campo di applicazione ideale sia per quanto riguarda i tipi di terreno sia per le proprietà geotecniche di interesse. Ad esempio le prove penetrometriche SPT sono più indicate per i terreni sabbiosi (meno per quelli argillosi) e decisamente più affidabile per la stima della resistenza che della rigidezza delle terre. 

#### Fasi della caratterizzazione fisico-meccanica dei terreni: dal carotaggio in sito al laboratorio
Risulta di estremo interesse ai fini geotecnici delineare quali siano gli stati di alterazione tensionale cui va incontro un campione di terreno di massima qualità (Q5) durante le differenti fasi di campionamento, trasporto e preparazione propedeutiche e preliminari all'esecuzione dei test geotecnici in laboratorio. Di seguito sono stati riassunti i principali passi di questa filiera geotecnica:

a) fase di perforazione;

b) fase di campionamento geotecnico;

c) sigillatura, trasporto e conservazione del campione;

d) fase di estrusione dal campionatore;

e) fase di confezionamento del provino.
Nella preparazione del provino parte fondamentale riveste l'estrusione del campione (Q5) dalla fustella di campionamento la cui attuazione deve avvenire secondo criteri di massima accuratezza giungendo altresì alla descrizione preliminare dettagliata del campione fornito. Tale fase di lavoro permette di evidenziare attraverso un semplice esame visivo macroscopico alcuni elementi di fondamentale importanza, la cui analisi preliminare può permettere di valutare anche il grado di validità e significatività del campione a disposizione. Difetti evidenti di campionamento in sito sono rappresentati da compressione e raccorciamento della carota (confronto tra quota di prelievo e lunghezza reale della carota, tipico in terreni molto soffici), irregolarità stratigrafiche all'interno di orizzonti omogenei (intercalazioni granulari grossolane in depositi coesivi), distruzione tessiturale del campione (frequente in depositi coesivi fortemente sovraconsolidati) oppure veri e propri errori di campionamento in foro (nuclei rimaneggiati convoluti, campionamento in orizzonti indesiderati, ecc.). L'apertura della fustella va quindi condotta secondo procedure di rilevazione standardizzate con compilazione di apposito certificato descrittivo.
I test di laboratorio vengono distinti in tre categorie fondamentali sulla base delle caratteristiche proprie del campione che si vuole andare a determinare:
- prove di identificazione (peso di volume, contenuto in acqua, densità, limiti di Atterberg, granulometria, equivalente in sabbia, classificazione);
- prove di permeabilità a carico variabile o costante;
- prove di resistenza meccanica, per determinare le proprietà fisiche (taglio, torsione, consolidamento, compattazione, compressione).

## Applicazioni
Gli aspetti principali di cui si occupa sono:
- Determinazione della resistenza dei terreni;
- Determinazione della deformabilità dei terreni;
- Modellazione costitutiva dei terreni;
- Problemi accoppiati di filtrazione;
- Calcolo della spinta delle terre e analisi di stabilità di opere di sostegno (muri e paratie)
- Calcolo della capacità portante dei terreni;
- Calcolo dei cedimenti;
- Analisi di stabilità dei pendii;
- Analisi di interazione tra terreno, fondazioni e strutture;
- Problemi di scavo a cielo aperto e in sotterraneo (gallerie)
- Analisi di opere in terra (dighe, argini, rilevati)
- Problemi di geotecnica sismica (risposta sismica locale, liquefazione)

Molti studiosi si sono occupati di questa disciplina. Contributi pionieristici sono dovuti a Terzaghi (principio degli sforzi efficaci), considerato il fondatore della moderna geotecnica.
Altri contributi indiretti sono stati forniti da Mohr e Coulomb, per quanto riguarda l'applicazione del criterio di resistenza alle terre, Rankine per il calcolo della spinta delle terre.
In epoca più recente, grazie allo sviluppo delle teorie elastoplastiche, formulate in principio per i metalli, si menzionano Schofield e Wroth e la scuola di Cambridge (modello Cam-Clay), Alonso e la scuola di Barcellona (terreni non saturi), Bishop, Lade.